# Craspedosis ovalis
Craspedosis ovalis är en fjärilsart som beskrevs av W. Warren 1896. Craspedosis ovalis ingår i släktet Craspedosis och familjen mätare. Inga underarter finns listade i Catalogue of Life.